# 803
803 (DCCCIII) fue un año común comenzado en domingo del calendario juliano, en vigor en aquella fecha.

## Acontecimientos
- Nicéforo I y Carlomagno establecen las fronteras de sus imperios.
- El Imperio bizantino reconoce la autonomía de Venecia.
- Sakanoue no Tamuramaro construye el Castillo Shiwa.
- Según los cálculos del religioso galorromano Gregorio de Tours (538-594) el fin del mundo sucedería entre el 799 y el 806.

## Nacimientos
- Du Mu, poeta chino (f. 852).
- Pipín I, rey de Aquitania (f. 838).

## Fallecimientos
- 24 de junio: Higbaldo de Lindisfarne
- 9 de agosto: Irene, emperatriz